# 伊藤哲哉
伊藤 哲哉（いとう てつや、1953年8月5日 - ）は、北海道出身の日本の俳優。身長175cm、体重80kg。血液型はO型。

## 出演

### テレビドラマ
- 男たちの旅路 第3部 第3話「別離」（1977年、NHK）
- 黒水仙の美女 江戸川乱歩の「暗黒星」（1978年10月14日、ANB / 松竹）
- 大江戸捜査網 第554話「女の死闘 くノ一対女隠密」（1982年、TX / 三船プロ）
- 松本清張の黒革の手帖（1982年、ANB） -バーテン
- ニュードキュメンタリードラマ昭和 松本清張事件にせまる 第7話「下山総裁怪死事件 マイ・レール・ロード」（1984年5月25日、ANB / 東映）
- 探偵・神津恭介の殺人推理 第5作「血ぬられた薔薇」（1986年8月23日、ANB / 松竹） - 警視庁刑事
- 女ふたり捜査官 第2話「スキャンダル消去殺人」（1986年、ABC / テレパック）
- ザ・ハングマン6 第10話「美少女がエイズの罠にはまる!」（1987年、ABC / 松竹） - ルポライター・勝田
- 武田信玄 (NHK大河ドラマ)（1988年、NHK） - 重蔵
- 花のあすか組! 第12話、第23話（1988年、CX / 東映 ） - 氷室
- さよなら李香蘭（1989年12月1日、CX / 共同テレビジョン）
- さすらい刑事旅情編IV 第13話「深夜の密会・刑事を愛した悪女」（1992年1月15日、ANB / 東映） - 飲み屋の呼び込み男
- 信長 KING OF ZIPANGU（1992年、NHK） - 明智光忠
- 3番テーブルの客（1997年、フジテレビ）
- 元禄繚乱（1999年、NHK） - 寺井玄渓
- TRICK 第4話・第5話（2000年8月4日・11日、テレビ朝日）
- ブルドクター 第5話（2011年、NTV） - 医師

| スタブアイコン | サブスタブ | この項目は、まだ閲覧者の調べものの参照としては役立たない、俳優（男優・女優）に関連した書きかけの項目です。この項目を加筆・訂正などしてくださる協力者を求めています（P:映画/PJ芸能人）。 |